# Begriffsbesetzung
Begriffsbesetzung oder Besetzen von Begriffen bezeichnet die bewusste Benennung von Erscheinungen mit einem dem eigenen Interesse naheliegenden Wort oder „Begriff“.
Anders ausgedrückt wird ein Begriff so verwendet oder definiert, dass dieser die eigene Sichtweise oder das eigene Interesse unterstützt. Das Denken und Handeln der Menschen wird durch die Empfindung zum Begriff beeinflusst. Begriffsbesetzung wird in verschiedenen Bereichen eingesetzt, wie z. B. in der Politik, in der Werbung oder in der Wissenschaft.

## Geschichte
Geprägt wurde der Begriff in den 60er Jahren vom Philosophen Hermann Lübbe, der vorgeschlagen hat, sich weniger um Worte zu streiten, sondern erst mit dem Argumentieren anzufangen, nachdem die Bedeutung der Begriffe geklärt ist. Kurt Biedenkopf hat dann 1973 angeregt, das CDU-Parteiprogramm so darzustellen, dass die politischen Aussagen ohne umfangreiche Kommentare verständlich kommuniziert werden können. Von Heiner Geißler sind die Zitate überliefert: „Politische Entwicklungen oder Revolutionen werden heute nicht mehr dadurch in Gang gesetzt, dass man Bahnhöfe oder Telegrafenämter besetzt, sondern dadurch, dass man Begriffe besetzt“ und: „Wer die Begriffe besetzt, besetzt die Köpfe“. Lars Klingbeil hat 2018 das Besetzen von Begriffen für die SPD entdeckt, worauf viele sprechende Bezeichnungen für Gesetzesvorhaben entstanden sind, wie z. B. das Gute-Kita-Gesetz, die Respektrente und das Bürgergeld. Ziel war es, das politisches Handeln besser zu erklären.

## Psychologischer Hintergrund
Stimmungen entstehen nicht primär auf der Grundlage reiner Fakten, sondern aufgrund der damit verbundenen Wertungen. So kann die Tatsache, dass ein Glas zu 50 % gefüllt ist, mit der Aussage bewertet werden „das Glas ist halb leer“ oder alternativ mit der Aussage „das Glas ist halb voll“. Die Fähigkeit, sich entscheiden zu können, wird durch eine Bewertung wesentlich erleichtert, deshalb macht es die Verortung eines Begriffs innerhalb eines bestehenden Wertesystems deutlich einfacher Zustimmung zu erhalten.

## Arten der Begriffsbesetzung
Selbst einen Begriff zu prägen (Konzeptinnovation), ist die einfachste Art den Begriff zu besetzen. So ist die soziale Marktwirtschaft untrennbar mit der CDU verbunden, die den Begriff als erste Partei aufgegriffen hat.
Von <Bedeutungskonkurrenz> wird gesprochen, wenn ein einziger Begriff unterschiedlich konnotiert wird. So kann das Wort „Leistungsträger“ für einen hochbezahlten Manager stehen oder auch für die Krankenpflege und die Feuerwehr.
Bei der <Umdeutung> geht es ebenfalls um einen einzelnen Begriff, der jedoch unterschiedlich interpretiert wird. So kann das Wort „liberal“ für den Manchesterliberalismus stehen oder für liberale Freiheitsrechte.
<Bezeichnungskonkurrenz> tritt auf, wenn ein einziger Sachverhalt mit unterschiedlichen Begriffen belegt wird, wie bei genverändertem versus genmanipuliertem Mais oder bei Freiheitskämpfer versus Terrorist.
Oft findet die Begriffsbesetzung über <Wortzusammensetzungen> statt wie Öko-Steuer oder Umweltprämie, oder in Form von <Metaphern> wie Rettungsschirm und Schuldenbremse.
Eine <Umwertung> findet statt, wenn eingeführte Wortbedeutungen gekapert werden. So hat der Ausruf „Wir sind das Volk“ 1989 während der Wende eine andere Bedeutung gehabt, als 2014 bei den Pegida-Demonstrationen.
Unter Framing wird das Einbetten eines Begriffs in einen Bedeutungsrahmen verstanden. Oft wird Framing als Synonym für Begriffsbesetzung verwendet.

## Aktuelle Beispiele
Sternenkind: Hierbei handelt es sich um verstorbene Kinder, insbesondere wenn sie vor, während oder bald nach der Geburt gestorben sind. Der Begriff setzt das Kind in Fokus und nicht den Vorgang des Sterbens, wie das z. B. bei dem Begriff der Totgeburt oder Fehlgeburt der Fall ist.
ungeborenes Leben: Abtreibungsgegner haben diesen Begriff besetzt, um legale  Schwangerschaftsabbrüche ins Unrecht zu setzen.
Klimaschutz: Dieser Begriff wird als Sammelbegriff verwendet, um politische Maßnahmen zu rechtfertigen oder zu kritisieren. Dabei wird oft nicht definiert, was genau unter Klimaschutz zu verstehen ist, bzw. welches Ziel genau verfolgt wird. Dadurch lassen sich die Kosten, der Nutzen oder Handlungsalternativen genau benennen. Je nach Perspektive kann der Klimaschutz als Begriffsbesetzung genutzt werden. Klimaschutz ist dann z. B. sinnvoll, notwendig, wünschenswert, unzureichend, sinnlos, übertrieben, schädlich etc.
Cancel Culture: Dieses politische Schlagwort bezeichnet die systematische Bestrebung zum partiellen sozialen Ausschluss von Personen oder Organisationen, deren Aussagen, beziehungsweise Handlungen kritisiert werden. Das Schlagwort wird mitunter auch von jenen verwendet, denen diskriminierendes Verhalten vorgeworfen wurde, und erlangt häufig große mediale Aufmerksamkeit. Somit besetzt dieser Begriff derzeit meist die vermeintliche Bedrohung der Meinungsfreiheit.
Querdenker: Der Begriff Querdenker wurde zunächst von dem Wort Querdenken hergeleitet. Der Querdenker sollte somit einen Menschen darstellen, der die Maßnahmen der Regierung kritisch hinterfragt. Der Begriff sollte ein positives Selbstbild besetzen. Querdenker grenzen sich von gleichgeschalteten und manipulierten Menschen ab. Daraus entstanden z. B. die Querdenker-Proteste. Gleichzeitig wird der Begriff Querdenker verstanden als Menschen, die Verschwörungstheorien glauben, Falschinformationen teilen und antidemokratische Tendenzen aufweisen. Somit ist dieser Begriff unterschiedlich besetzt.

## Historische Beispiele
Verteidigungsministerium: Als frühes Beispiel für Begriffsbesetzung kann der Begriff des Verteidigungsministeriums dienen („wir setzen unsere Streitkräfte nur zur Verteidigung ein“), der sich seit dem Ersten Weltkrieg weltweit durchgesetzt und ältere Bezeichnungen wie Kriegsministerium (Heeresministerium usw.) verdrängt hat. Bereits mehrere deutsche Armeen wurden in diesem Sinne benannt (Reichswehr, Wehrmacht, Bundeswehr), was international wiederum recht selten ist (ansonsten: Japanische Selbstverteidigungsstreitkräfte).
wertkonservativ: In den 1970er Jahren hat Erhard Eppler mit der Bildung des Begriffes wertkonservativ den Begriff „konservativ“ für seine Reformpolitik in Anspruch genommen, während Heiner Geißler mit der Formel die neue soziale Frage die Hauptkompetenz der SPD im Bereich des Sozialen zugunsten der CDU in Frage stellte.
Reform: In den letzten Jahren wird der Begriff Reform meist im wirtschaftsliberalen Sinne als Deregulierung und Abbau von staatlicher Aktivität und Leistung verwendet. Das gilt insbesondere für den Begriff Rentenreform, der anders als in den Zeiten der dynamischen Rente heute statt einer Erhöhung eine Kürzung der staatlichen Rente und die Hinwendung zu privater Absicherung (siehe z. B. Riesterrente) meint.
Neoliberalismus: Ebenso wird das Wort Neoliberalismus zur Brandmarkung einer von bestimmten gesellschaftlichen Gruppen als unsozial empfundenen Politik benutzt, obwohl die Freiburger Schule des ursprünglichen Neoliberalismus die Soziale Marktwirtschaft konzipierte.
Kampf gegen den Terrorismus: Mit der Phrase Kampf gegen den Terrorismus wurde eine neue Formel für den gerechten Krieg gefunden, mit der der Angriff auf Staaten gerechtfertigt wird. Doch ist ungeklärt, ob mit solchen Kriegen der Terrorismus erfolgreich bekämpft oder eher verbreitet wird.
Wirtschafts- oder Jobwunder: Der aus dem religiösen Bereich entlehnte Begriff Wunder in Verbindung mit politökonomischen Sachverhalten soll wohl nahelegen, dass die jeweils verantwortliche Führung mit ihr gut gesinnten „höheren Mächten“, Gott (oder veraltet: der Vorsehung) in Verbindung steht (vgl. Wirtschaftswunder, neuerdings Jobwunder usw.), wobei auffällt, dass diese Begriffe in Deutschland von den Massenmedien gerade zu Zeiten christlich-konservativer Regierungen verwendet wurden und werden.
militärische Stärke demonstrieren vs. provozieren: Die eigene Seite demonstriert mit Manövern militärische Stärke. Gleiches Verhalten der anderen Seite provoziert bzw. lässt aggressive Absichten erkennen.